# Рони
Ронијелитон Переира Сантос (28. април 1977) познат и као Рони, бивши је бразилски фудбалер.

## Каријера
Током каријере играо је за Флуминенсе, Рубин Казањ, Гојас, Крузеиро и многе друге клубове.

## Репрезентација
За репрезентацију Бразила дебитовао је 1999. године. За национални тим одиграо је 5 утакмица и постигао 2 гола.

## Статистика
| Бразил | Бразил | Бразил |
| Год.   | Ута.   | Гол.   |
| ------ | ------ | ------ |
| 1999   | 5      | 2      |
| Укупно | 5      | 2      |